# Polycondensatie
(Poly)condensatie is de herhaalde condensatiereactie (chemische aaneenrijging) van kleine organische verbindingen of monomeren, tot grote organische moleculen of polymeren, telkens onder afsplitsing van een klein molecuul. Vaak is dit kleine molecuul water, zoals in de cellen van organismen, soms methanol, waterstofchloride of ammoniak. Deze chemische reacties liggen ten grondslag aan de vorming van celmateriaal in alle levende wezens.
Verder wordt deze reactie in de chemische industrie gebruikt om bijvoorbeeld polyesters, polyamiden of polyethers te produceren.

## Voorbeelden
- Biologische polymeren (eiwitten, cellulose, zetmeel, DNA, RNA) zijn doorgaans condensatiepolymeren. Het vrijkomende kleine molecuul is daar steeds water.
- Het plastic van PET-flessen is een condensatiepolymeer van dimethyltereftalaat en glycol. Methanol komt tijdens de condensatiereactie als klein molecule vrij.
- Nylon(6,6) is een condensatiepolymeer van 1,6-hexaandiamine en adipoyldichloride met waterstofchloride als klein molecuul.